# Joseph Garcia (homme politique)
Joseph John Garcia (né en 1967[réf. nécessaire]) est un homme politique et un historien gibraltarien, il dirige le Parti libéral de Gibraltar depuis 1992. 

## Fonctions
- Chef du Parti libéral de Gibraltar depuis 1992.
- Député depuis 1999. Réélu en 2000, 2003, 2007, 2011, 2015 et 2019.
- 1999-2000 : Ministre du Tourisme et des affaires commerciales du gouvernement fantôme.
- 2000-2003 : Ministre du Commerce, de l'Industrie, du Tourisme et des services financiers dans le gouvernement fantôme.
- 2001 : Vice-président de l'Internationale Libérale
- 2003-2007 : Ministre du Commerce, de l'Industrie, du Tourisme et du patrimoine dans le gouvernement fantôme.
- 2007-2011 : Ministre du Commerce, de l'Industrie, du Tourisme et du patrimoine dans le gouvernement fantôme.
- depuis 2011 : Vice-ministre en chef de Gibraltar